# Benny Goodman
Pour les articles homonymes, voir Goodman.
Benny Goodman (Benjamin David Goodman) né le 30 mai 1909 à Chicago et mort le 13 juin 1986 à New York, est un clarinettiste, compositeur, et chef d'orchestre de big band jazz américain, surnommé « The King of Swing » (le Roi du Swing) depuis The Famous 1938 Carnegie Hall Jazz Concert, avec un des big bands de swing international les plus emblématiques de l'ère du jazz.

## Biographie
Benny Goodman naît le 30 mai 1909 à Chicago dans l'Illinois. Il est le neuvième des douze enfants de David Gutman (1873-1926) et Dora Grisinsky, modestes immigrants juifs de l'Empire russe. Il joue de la clarinette pour la première fois à l'âge de 10 ans, avec des cours de musique donnés à la Kehelah Jacob Synagogue, dont il intègre l'orchestre à l'âge de 11 ans, avant de devenir musicien professionnel dès l'âge de 14 ans, avec un salaire qui lui permet d'aider sa famille. Il rejoint le groupe de jazz  californien de Ben Pollack à l'âge de 16, avec qui il réalise ses premiers enregistrements. 
Il s'établit à New York en 1929, à l'âge de 20 ans, après avoir séjourné 4 ans en Californie, pour se produire en tant que musicien indépendant dans de nombreuses formations et diriger plusieurs orchestres. 
Il fonde son big band en 1934, avec lequel il passe une audition avec succès pour jouer dans l'émission radiophonique nationale américaine Let's Dance (radio) (en) de la NBC (à l'origine du titre Let's Dance de son indicatif musical de 1939). Il obtient un contrat pour jouer en rotation avec deux autres orchestres au style différent, de décembre 1934 au 25 mai 1935, avec entre autres membres de son orchestre Fletcher Henderson, Edgar Sampson, Benny Carter et Eddie Sauter (en) (arrangeurs), Bunny Berigan, Harry James et Ziggy Elman (trompettistes), Vido Musso, Bud Freeman et Georgie Auld (saxophonistes), Charlie Christian (guitariste), Jess Stacy (pianiste) et Gene Krupa et Dave Tough (batteurs).
Il fonde son « Benny Goodman Trio » en juillet 1935, avec Gene Krupa à la batterie et Teddy Wilson au piano. Le trio devient le « Benny Goodman Quartet » en août 1936 avec le vibraphoniste Lionel Hampton, bientôt rejoint par le guitariste Charlie Christian et le trompettiste Cootie Williams (un des premiers groupes de jazz multi-racial, à une époque d'importante ségrégation raciale américaine). 

### Premières tournées
L'orchestre de Benny Goodman entreprend sa première tournée à travers le pays, avec un premier grand succès au Palomar Ballroom (en) de Los Angeles, en août 1935. Ce succès californien déclenche une première vague de succès médiatique et radiophonique et de célébrité à travers tout le pays, et une importante série de concerts aux États-Unis, à l'origine de « l'ère américaine du swing ».

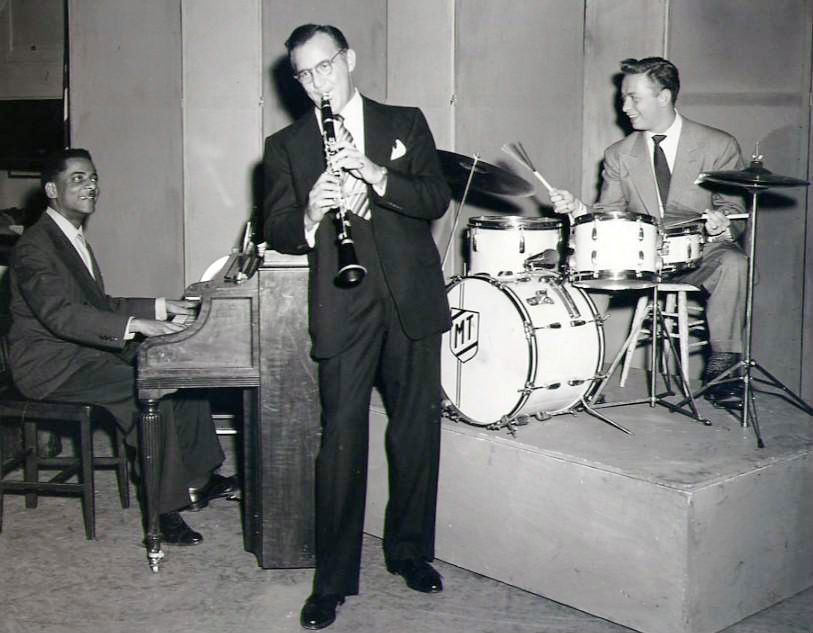
Avec Teddy Wilson, et Mel Tormé, dans les années 1940

### Le Carnegie Hall de New York

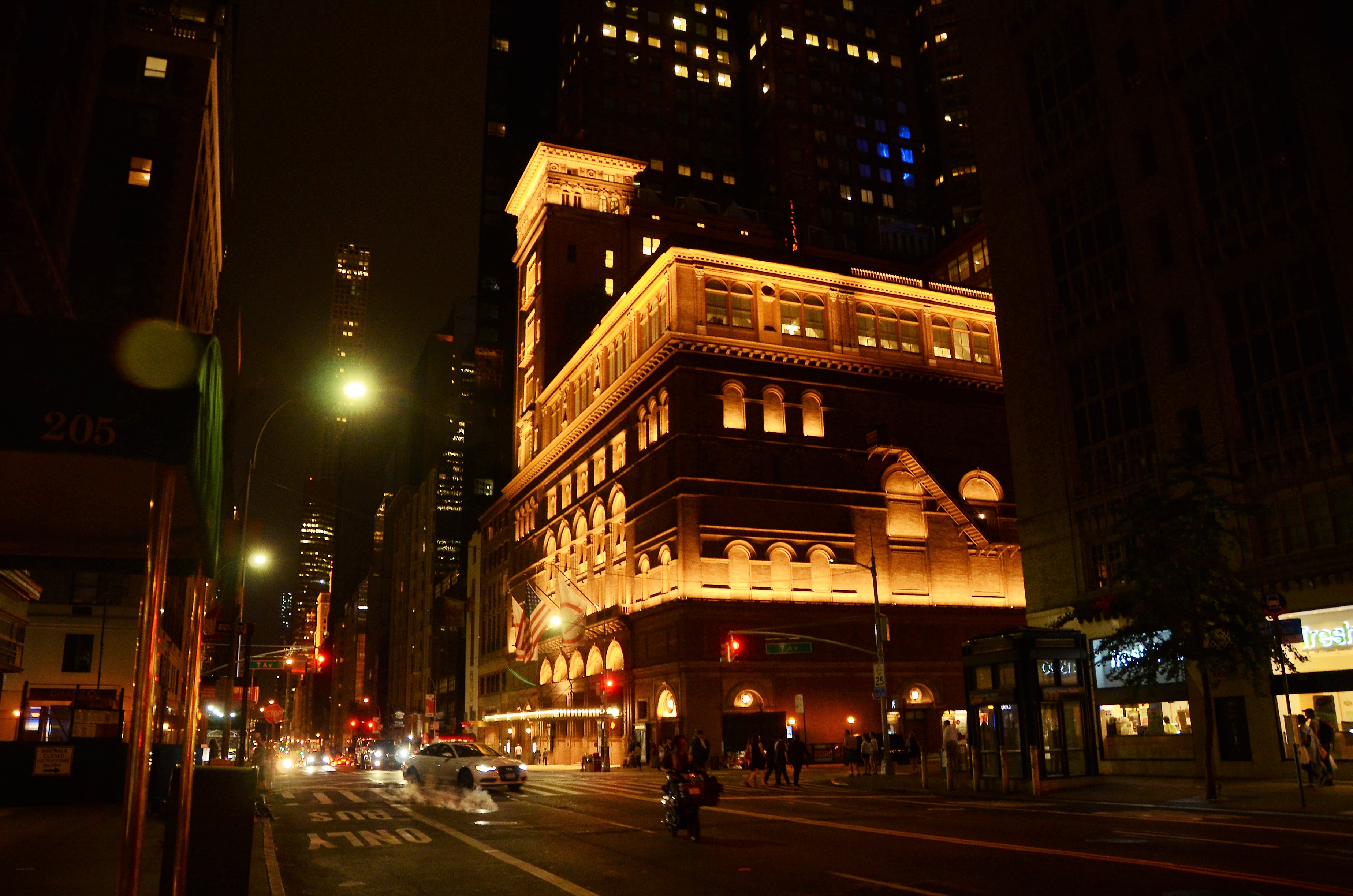
The Famous 1938 Carnegie Hall Jazz Concert, de Manhattan à New York

Le 16 janvier 1938 a lieu « The Famous 1938 Carnegie Hall Jazz Concert » (le Concert de Jazz Exceptionnel de 1938 du Carnegie Hall) temple institutionnel de la musique classique américaine, de la Septième Avenue de Manhattan à New York (le plus important concert enregistré de big band swing de l'histoire du jazz de l'époque). Le triomphe médiatique sans précédent de ce concert historique (dont il partage l'affiche entre autres avec Count Basie et des membres du big band de Duke Ellington) diffusé, médiatisé, et enregistré en direct par téléphone par CBS-Brunswick Records, et où il triomphe entre autres avec son standard de jazz Sing, Sing, Sing de Louis Prima de 8 min et 43 s, puis d'une seconde version de 12 min et 30 s, propulse Benny Goodman et son big band, dans la légende internationale de l'histoire du jazz, du swing, et de la culture des États-Unis, avec des records de vente au hit-parade de son double album live The Famous 1938 Carnegie Hall Jazz Concert de 1950.

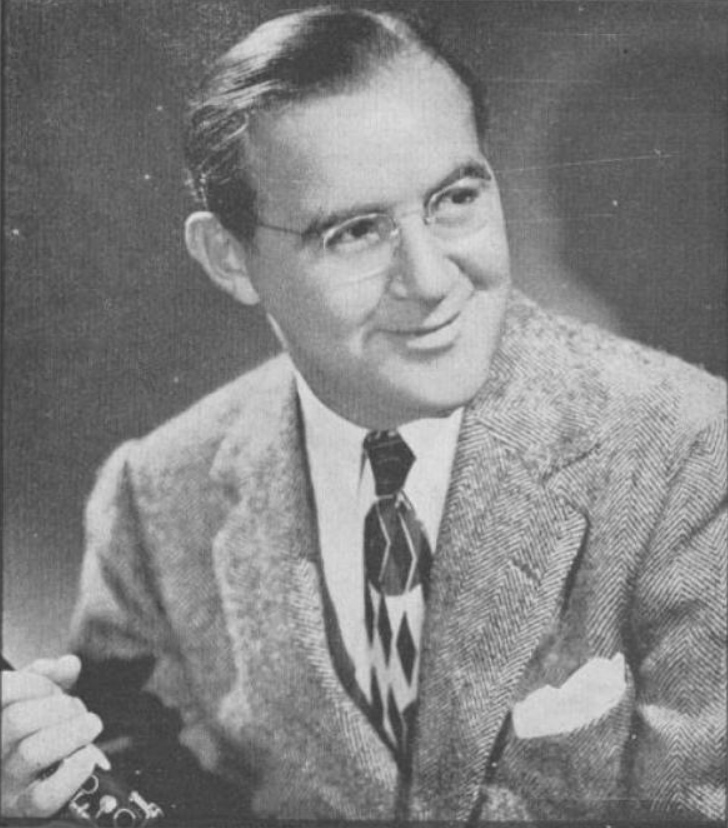
En 1943

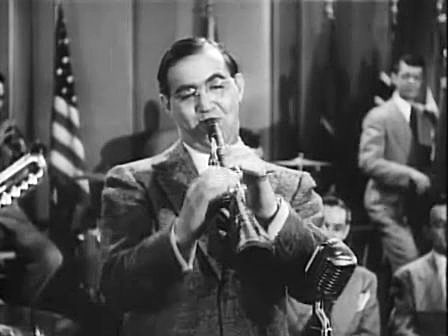
Dans le film musical Le Cabaret des étoiles de 1943

C'est grâce à son producteur John Hammond (son beau-frère) et au publicitaire Wynn Nathanson que l'orchestre de Benny Goodman a la chance de jouer dans ce temple mythique de la musique américaine, d'une capacité de 2 760 personnes (entre autres siège de l’Orchestre philharmonique de New York), où de nombreux grands artistes ont lancé leur carrière. En peu de temps, le stock des billets est épuisé, et ce plusieurs semaines avant le concert. Pour assister à la prestation, les gens déboursent 2,75 $ US pour un billet d'entrée, prix relativement élevé pour cette époque. Lors de ce concert historique, Benny Goodman joue avec Harry James, Ziggy Elman, Teddy Wilson, Jess Stacy, Lionel Hampton et le batteur Gene Krupa. C'est également dans cette salle qu'il commence sa carrière de soliste.

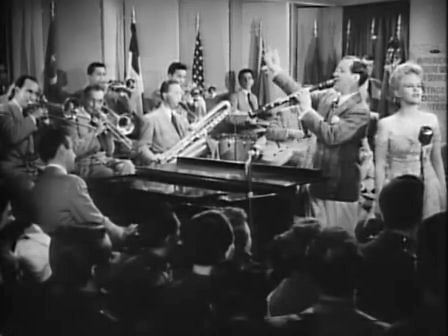
Why Don't You Do Right, avec Peggy Lee et son big band, dans le film Le Cabaret des étoiles de 1943

Benny Goodman se produit alors avec des stars du jazz de l'époque, telles que Bix Beiderbecke, Louis Armstrong, Billie Holiday, Ella Fitzgerald, Count Basie, Peggy Lee, Mildred Bailey, Bessie Smith...

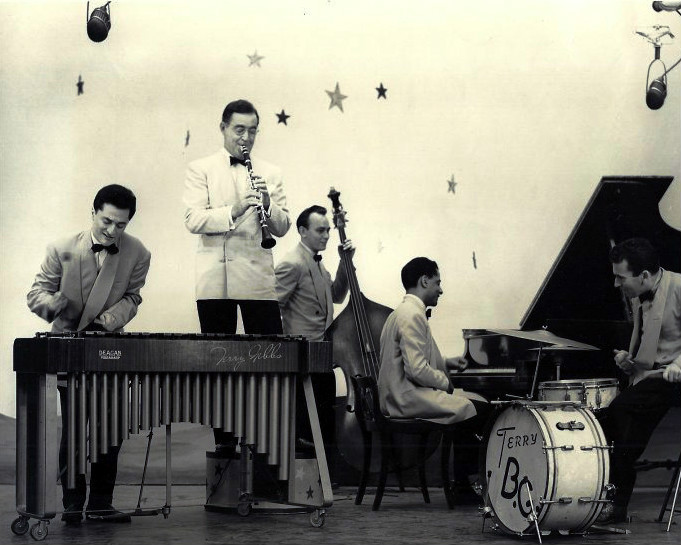
A la télévision avec son Benny Goodman Sextet vers 1950

Sa reprise du titre Taking a Chance on Love est numéro 1 aux États-Unis en juin 1943 durant trois semaines consécutives.
Benny Goodman dissout son big band en 1947, à la fin des big band de l'ère du jazz et au début de l'ère du rock 'n' roll d'après-guerre. Âgé de 38 ans, il se produit alors activement et essentiellement avec succès comme leader de petites formations de jazz, et participe à de nombreux films musicaux d'Hollywood, dont Le Cabaret des étoiles, de Frank Borzage (1943), Si bémol et Fa dièse, de Howard Hawks (1948) ou The Benny Goodman story, de Valentine Davies (1955)...

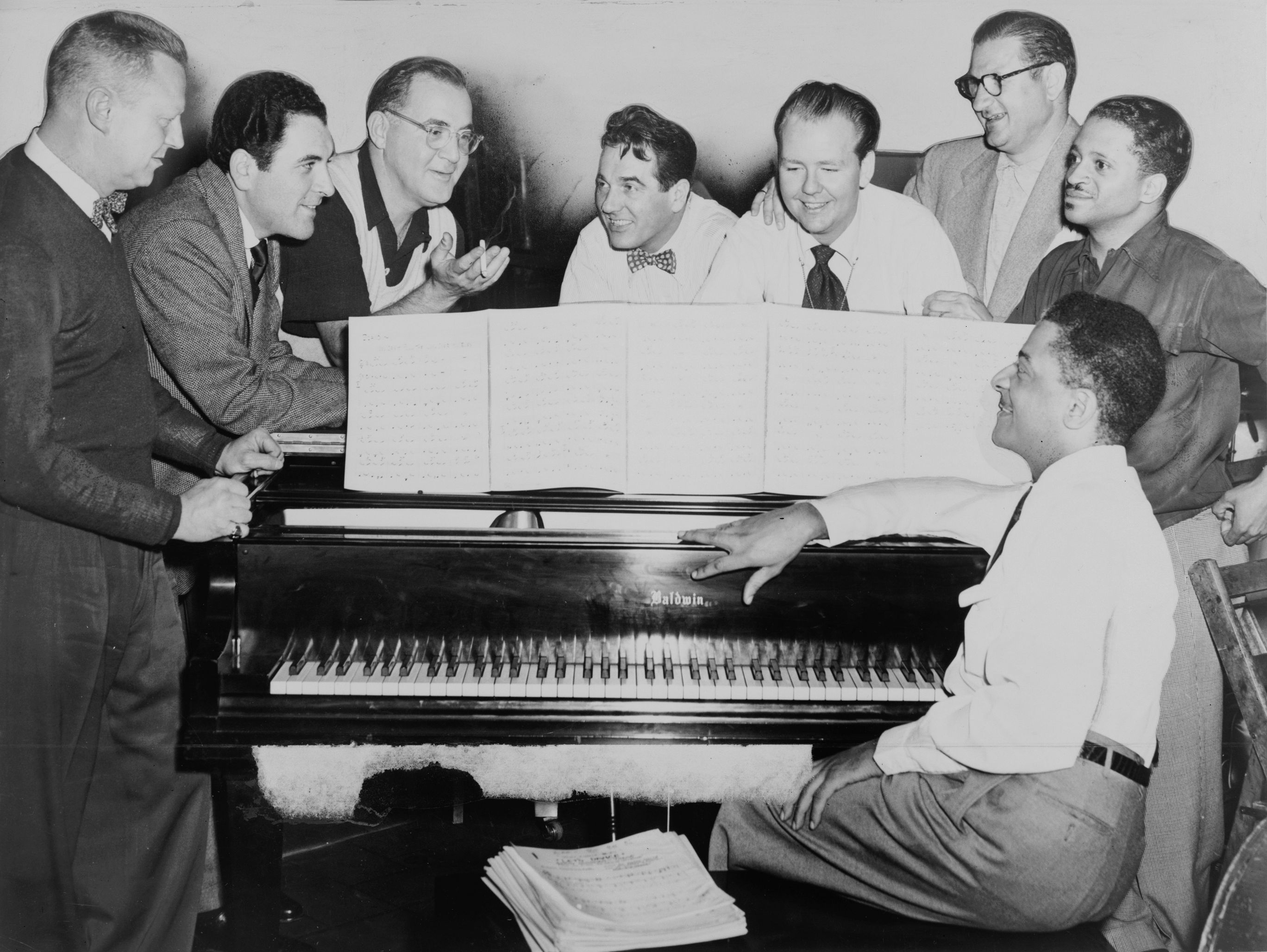
En 1952 avec Vernon Brown, Georgie Auld, Gene Krupa, Clint Neagley, Ziggy Elman, Israel Crosby, et Teddy Wilson (au piano)

Pendant les années 1960, Benny Goodman est élevé au titre d'ambassadeur du jazz américain, et part en tournées internationales pour l'US State Cultural Departement Exchange Program, en Asie (1956), en Amérique du Sud (1961), en URSS (1962), et au Japon (1964). Il est le premier musicien de jazz américain à se produire en URSS.

### Les dernières années

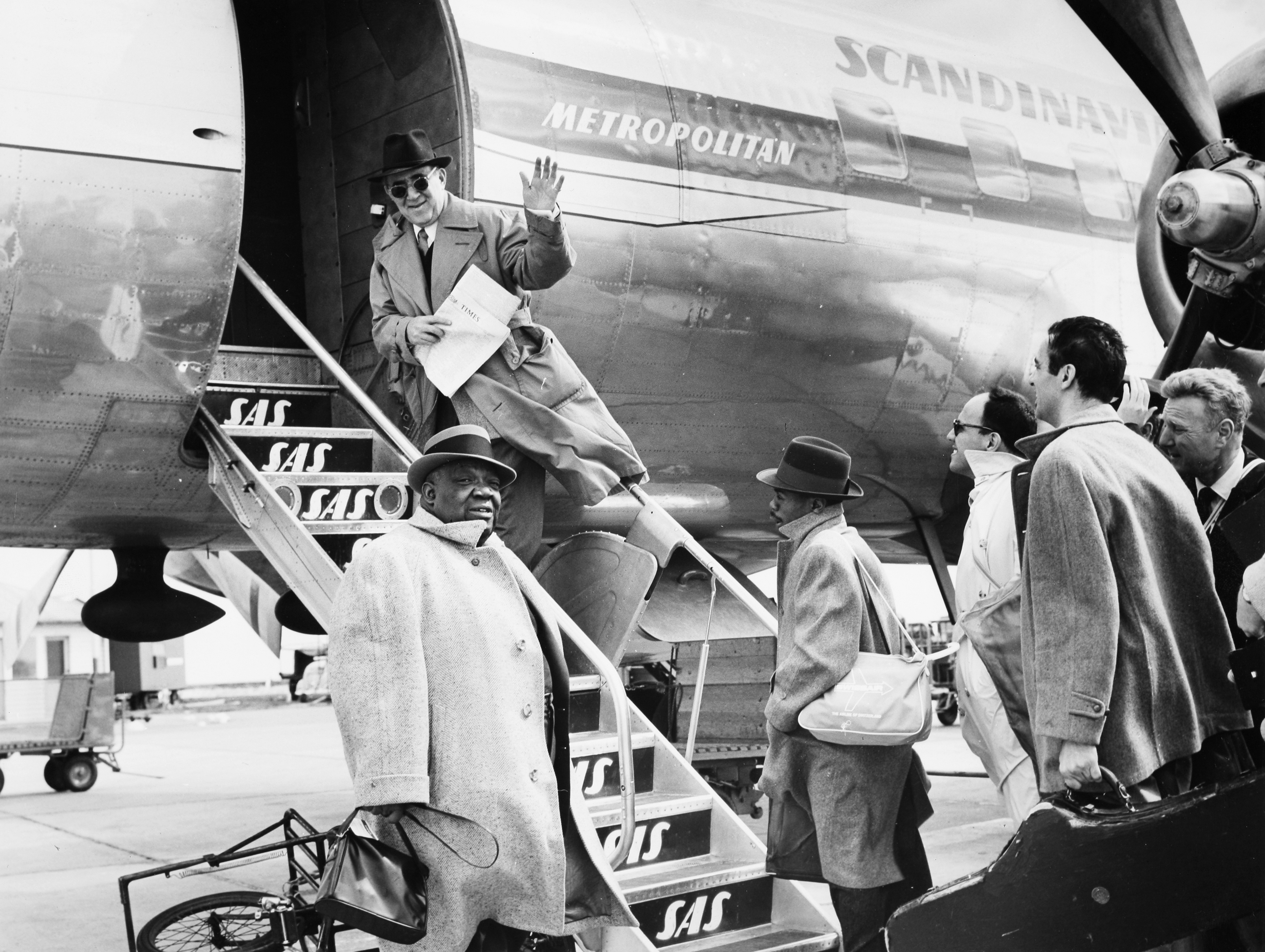
Avec son big band en 1958 à l'aéroport de Copenhague au Danemark

Lauréat de nombreux prix, Benny Goodman est intronisé en 1957 par le DownBeat au Jazz Hall of Fame (en). Il continue de se produire et à enregistrer avec des petites formations, en solo, ou en duo (notamment avec la chanteuse Peggy Lee). Il interprète également des pièces classiques à la clarinette, en collaborant avec succès entre autres avec Alfredo Antonini, en 1960, dans une interprétation du Concerto pour clarinette de Mozart à New York.
Il reforme ponctuellement des big band pour se produire dans des festivals de jazz ou faire une tournée internationale.

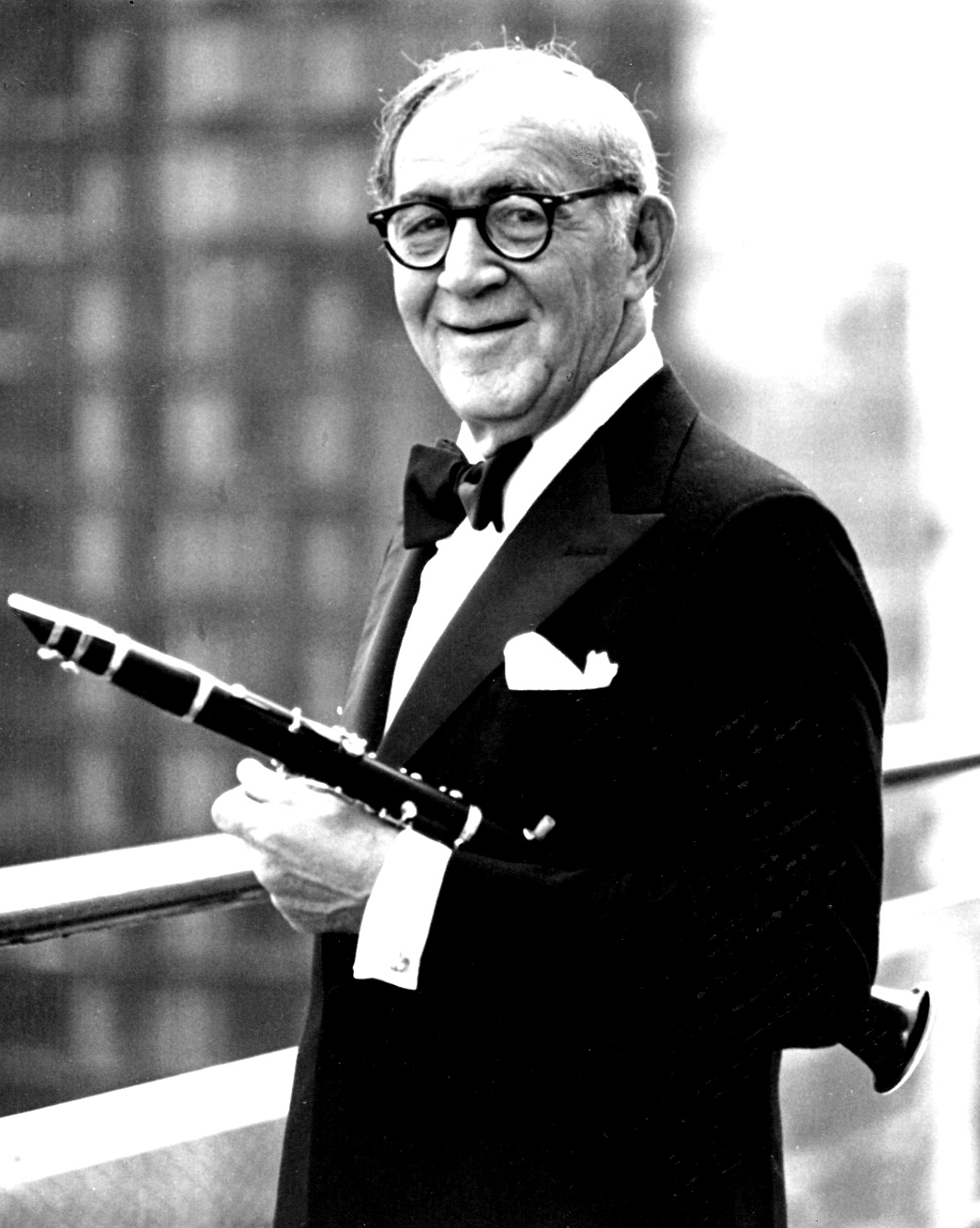
Dans les années 1970

Il habite longtemps Pound Ridge (New York), dans l'État de New York, et malgré ses problèmes de santé, il ne cessera jamais de jouer de la clarinette jusqu'à sa disparition. Il reconstitue un big band pour la célébration du 40e anniversaire de son premier concert au Carnegie Hall, du 17 janvier 1978, sans rejouer le programme original.
Il disparaît d'un arrêt cardiaque le 13 juin 1986 à New York, à l'âge de 77 ans, et repose au cimetière Long Ridge à Stamford, dans le Connecticut. Cette même année, il est honoré du Grammy du couronnement d'une carrière. Les partitions de ses compositions ont été léguées à l'Université Yale après sa disparition.

## Les Hammond
Benny Goodman a comme agent John Hammond (son beau frère). Ce dernier est né le 15 décembre 1910 à New York, fils de James Henry Hammond et d'Emily Vanderbilt Sloane. Les liens d'amitié entre eux connaissent des hauts et des bas à partir des années 1930.
C'est grâce à John H. Hammond, producteur de disques à l'époque chez Columbia Records, que Benny Goodman fait un transfert de RCA Records à Columbia Records en 1939.

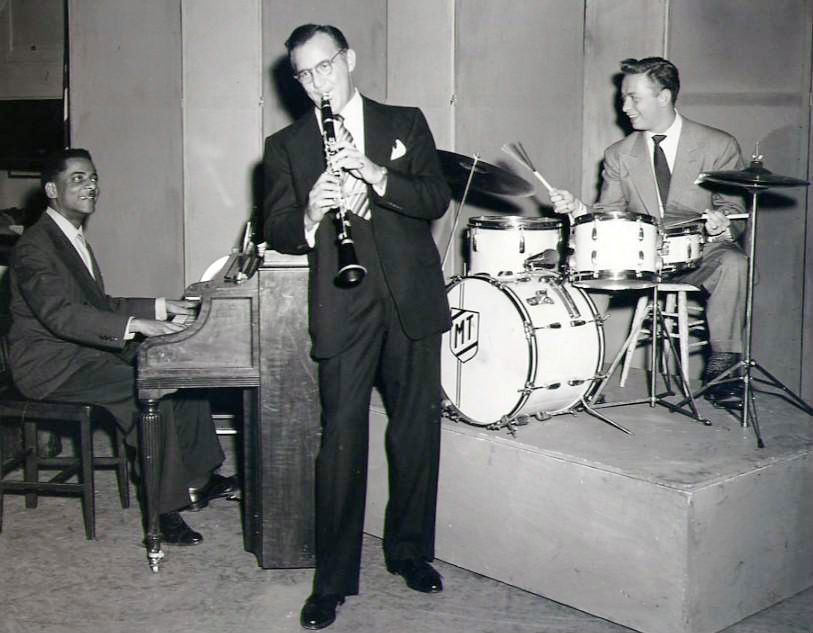
Avec Teddy Wilson et Mel Tormé, dans les années 1940.

Il épouse en mars 1942 Alice Hammond (la sœur de Hammond) après trois mois de fréquentations, avec qui il a deux filles : Rachel et Benjie. Toutes les deux ont étudié la musique, sans faire de carrière dans ce domaine. Alice Hammond Goodman est décédée en 1978.

## Le virtuose de la clarinette

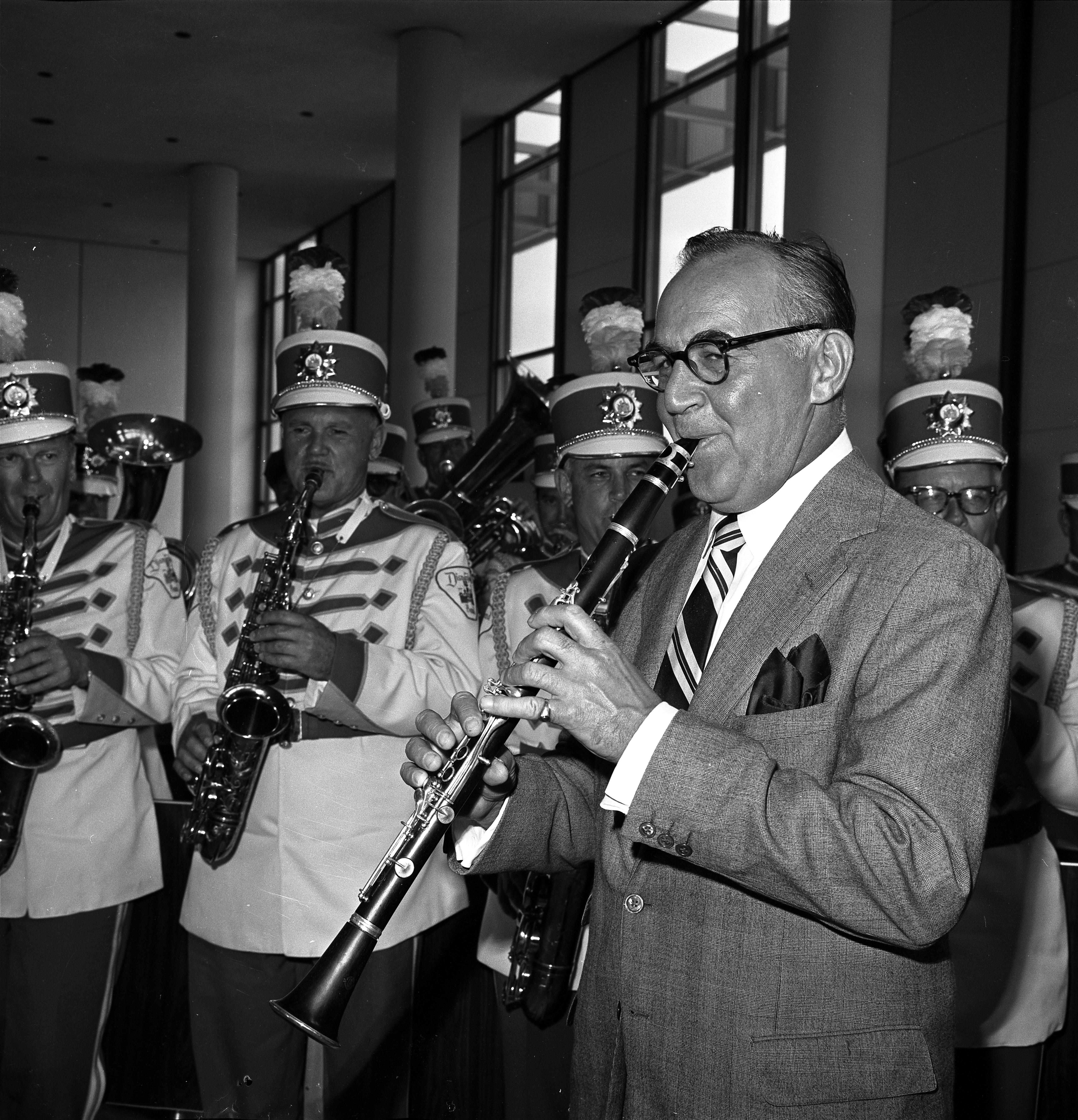
Avec The Disneyland Band, en 1962

S'appuyant sur des arrangements étudiés pour l'ensemble de l'orchestre, il était le maître des solos d'improvisation basés sur une dextérité technique remarquable et fluide, à l'intonation précise et au vibrato assorti. Son jeu était parsemé de glissandos du grave à l'aigu, et vice-versa. La prise directe d'une note dans le haut de l'octave supérieure, exercice particulièrement délicat, en faisait partie.
Pendant l'été de 1935, Benny Goodman et son trio, ont enregistré quatre pièces classiques du répertoire de Jazz. Benny Goodman joue comme soliste dans la pièce After You've Gone. Sa façon de jouer cette pièce, son doigté, et sa facilité d'exécution, nous permettent d'entendre presque tout le registre de la clarinette.

A la fête de la Saint-Patrick, avec des sénateurs du Capitole des États-Unis de Washington DC, en 1939

Musicien accompli, Benny Goodman a également pratiqué la musique classique, enregistrant, entre autres, le Concerto pour clarinette de Mozart. Sa notoriété lui a permis de commander des pièces à des compositeurs comme Béla Bartók (Contrastes pour clarinette, violon et piano, 1940), Aaron Copland (Concerto pour clarinette - 1948) ou Leonard Bernstein (Prelude, Fugue and Riffs). En 1947, le compositeur allemand Paul Hindemith lui a dédié son Concerto pour clarinette et orchestre, qu'il a créé en 1950 avec l'Orchestre de Philadelphie dirigé par Eugene Ormandy. Il a également joué George Gershwin, Darius Milhaud et Brahms, dont il s'exerçait à jouer une des Sonates pour clarinette et piano de Brahms, peu de temps avant sa disparition.

## Le swing

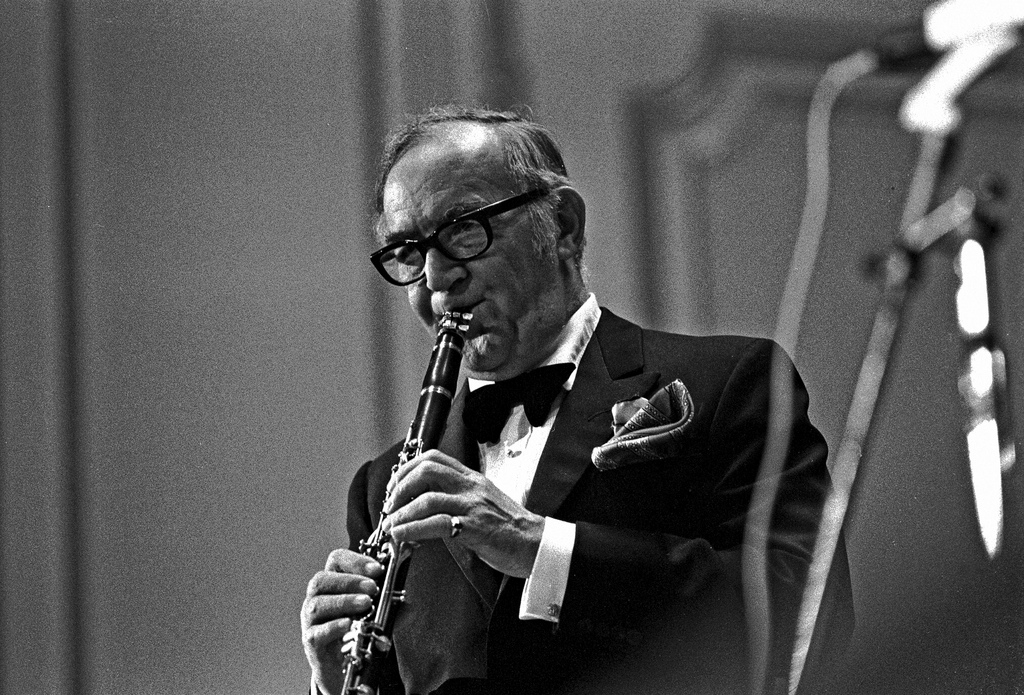
À Hambourg en 1972

L'ère du swing et de ses big bands de l'ère du jazz (la période du « jazz du milieu » de l'histoire du jazz) domine la musique américaine des années 1920 aux années 1940, avec quelques big bands de légende, dont ceux de Benny Goodman, ainsi que ceux de Duke Ellington, Cab Calloway, Artie Shaw, Isham Jones, Tommy Dorsey, Louis Prima, Count Basie, ou encore Glenn Miller...
Le swing (danse), le lindy hop ou le jitterbug sont également associés à cette musique. Le Jitter Bug est né dans la communauté noire afro-américaine, pour devenir un phénomène de société à succès dès 1935, au moment de succès des big bands, dont celui de Benny Goodman, un des premiers groupes de jazz multi-racial, à une époque d'importante ségrégation raciale américaine. 

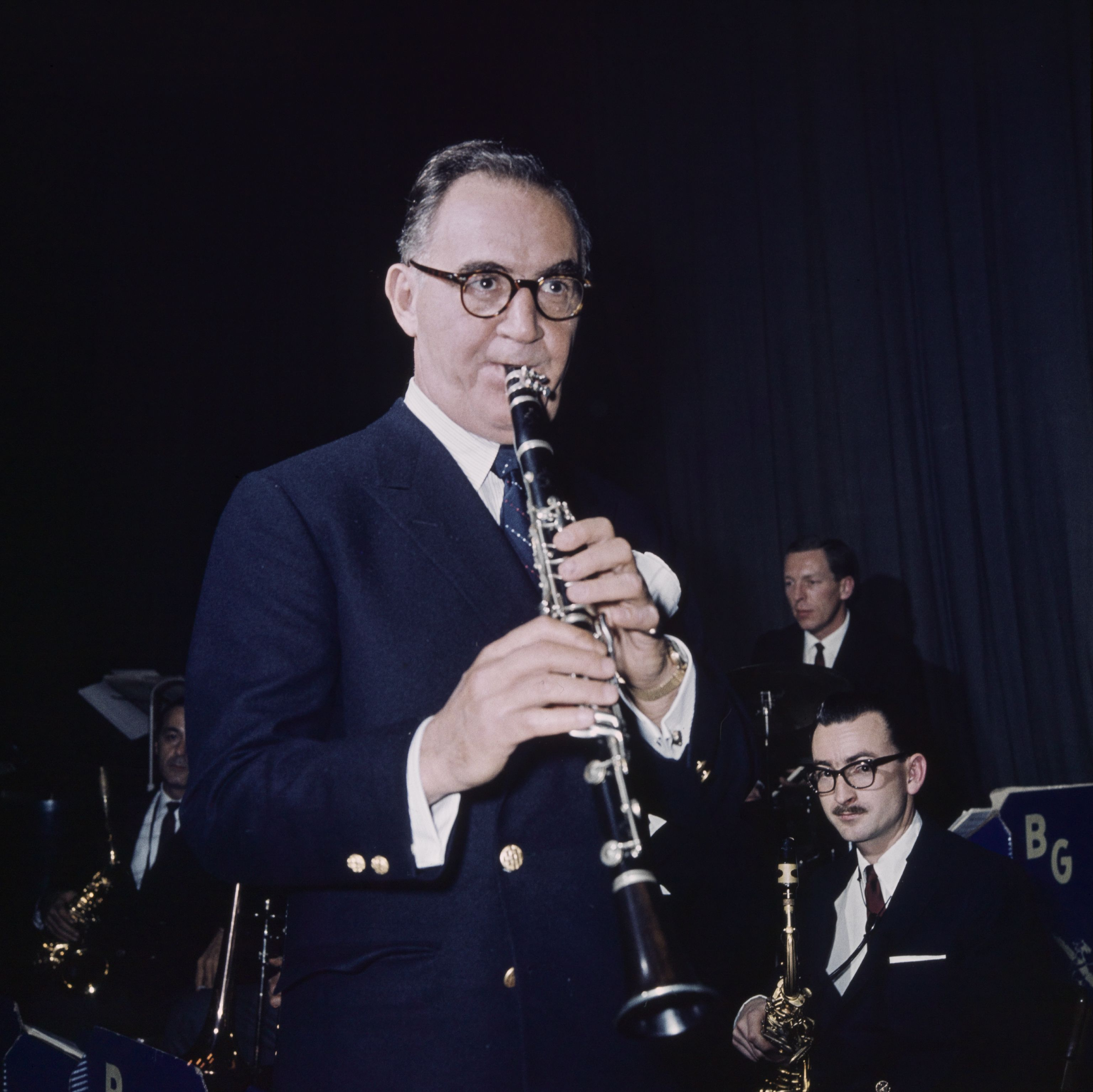
En 1959

## Sa vie sur le grand écran
Le big band de Benny Goodman fait plusieurs apparitions dans des films musicaux, avec un seul véritable rôle de Benny Goodman pour le film Sweet and Low-Down d'Archie Mayo (1944).
Le film The Benny Goodman Story de Valentine Davies (1955) est inspiré de la vie de Benny Goodman, avec l'apparition de ses musiciens Gene Krupa, Lionel Hampton, Teddy Wilson, Harry James, Martha Tilton, Ziggy Elman et Ben Pollack.

## Vie privée
Il épouse Alice Hammond en 1942, sœur de son producteur John Hammond, avec qui il a deux filles : Rachel et Benjie.

## Discographie
Quelques titres à succès : Let's Dance (son indicatif musical), The Famous 1938 Carnegie Hall Jazz Concert, Sing, Sing, Sing, Bei Mir Bist Du Shein, Why Don't You Do Right, After You've Gone, A String of Pearls, All the Cats Join In...
- A Jazz Holiday (1928, Decca)

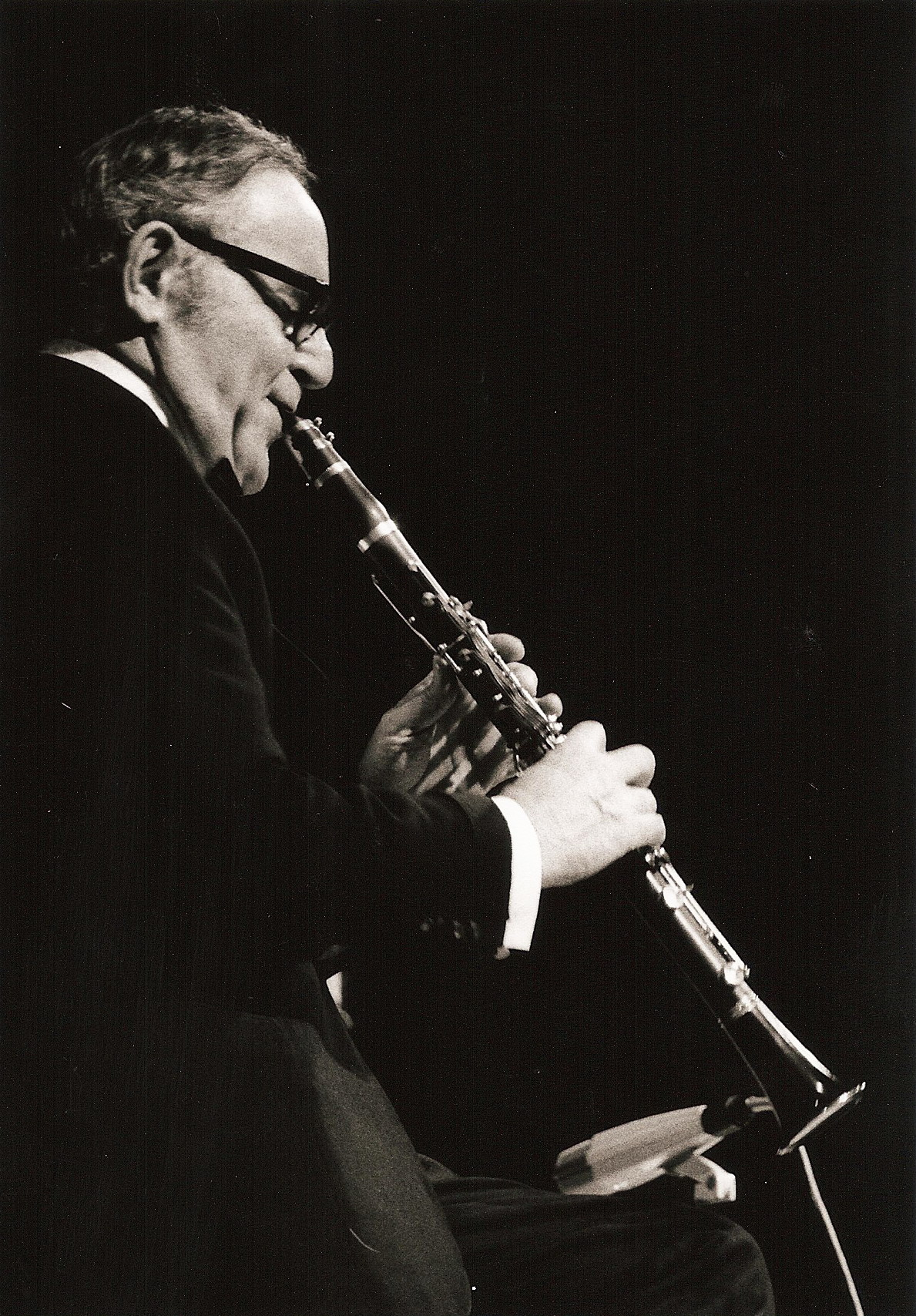
En concert à Nuremberg, en Allemagne, en 1971

- Benny Goodman and the Giants of Swing (1929, Prestige)
- BG and Big Tea in NYC (1929, GRP)
- Swinging '34 Vols. 1 & 2 (1934, Melodean)
- Sing, Sing, Sing (1935, Bluebird)
- The Birth of Swing (1935, Bluebird)
- Original Benny Goodman Trio and Quartet Sessions, Vol. 1: After You've Gone (1935, Bluebird)
- Stompin' at the Savoy (1935, Bluebird) [9]
- Air Play (1936, Doctor Jazz)
- Roll'Em, Vol. 1 (1937, Columbia)
- Roll'Em, Vol. 2 (1937, CBS)
- From Spirituals to Swing (1938, Vanguard)
- Carnegie Hall Concert Vols. 1, 2 & 3 (Live) (1938, Columbia)
- Mozart Clarinet Quintet (with Budapest String Quartet) (1938, Victor)
- Let's Dance (1939, Colombia, son indicatif musical)
- Ciribiribin (Live) (1939, Giants of Jazz)
- Swingin 'Down the Lane (Live) (1939, Giants of Jazz)
- Featuring Charlie Christian (1939, Columbia)
- Eddie Sauter Arrangements (1940, Columbia)
- Swing Into Spring (1941, Columbia)
- Undercurrent Blues (1947, Blue Note)
- Swedish Pastry (1948, Dragon)
- The Famous 1938 Carnegie Hall Jazz Concert (1950, Colombia, enregistré en 1938)
- Sextet (1950, Columbia)
- BG in Hi-fi (1954, Capitol)
- Mozart Clarinet concerto (with Boston symphony) (1956)
- Peggy Lee Sings with Benny Goodman (1957, Harmony)
- Benny in Brussels Vols. 1 & 2 (1958, Columbia)
- In Stockholm 1959 (1959, Phontastic)
- The Benny Goodman Treasure Chest (1959, MGM)
- Benny Goodman And His Orchestra (1977)
- The King Swings Star Line
- Pure Gold (1992)
- 1935-1938 (1998)
- Portrait of Benny Goodman (Portrait Series) (1998)
- Carnegie Hall Jazz Concert '38 (1998)
- Bill Dodge All-Star Recording (1999)
- 1941-1955 His Orchestra and His (1999)
- Live at Carnegie Hall (1999)

## Filmographie
- 1937 : The Big Broadcast of 1937 (en)
- 1937 : Hollywood Hotel de Busby Berkeley ¹
- 1942 : La Fièvre du jazz (Syncopation) de William Dieterle
- 1943 : Le Cabaret des étoiles de Frank Borzage (Stage Door Canteen) (24 juin) ¹
- 1943 : Banana Split (The Gang's All Here) (24 décembre) ¹
- 1944 : Le Roi du swing (Sweet and Low-Down) de Archie Mayo (5 septembre)¹
- 1946 : La Boîte à musique (20 avril) ¹
- 1948 : Si bémol et Fa dièse (A Song is Born) (19 octobre)
- 1955 : Benny Goodman (The Benny Goodman Story), de Valentine Davies

(¹: Films dans lesquels Goodman joue son propre rôle).

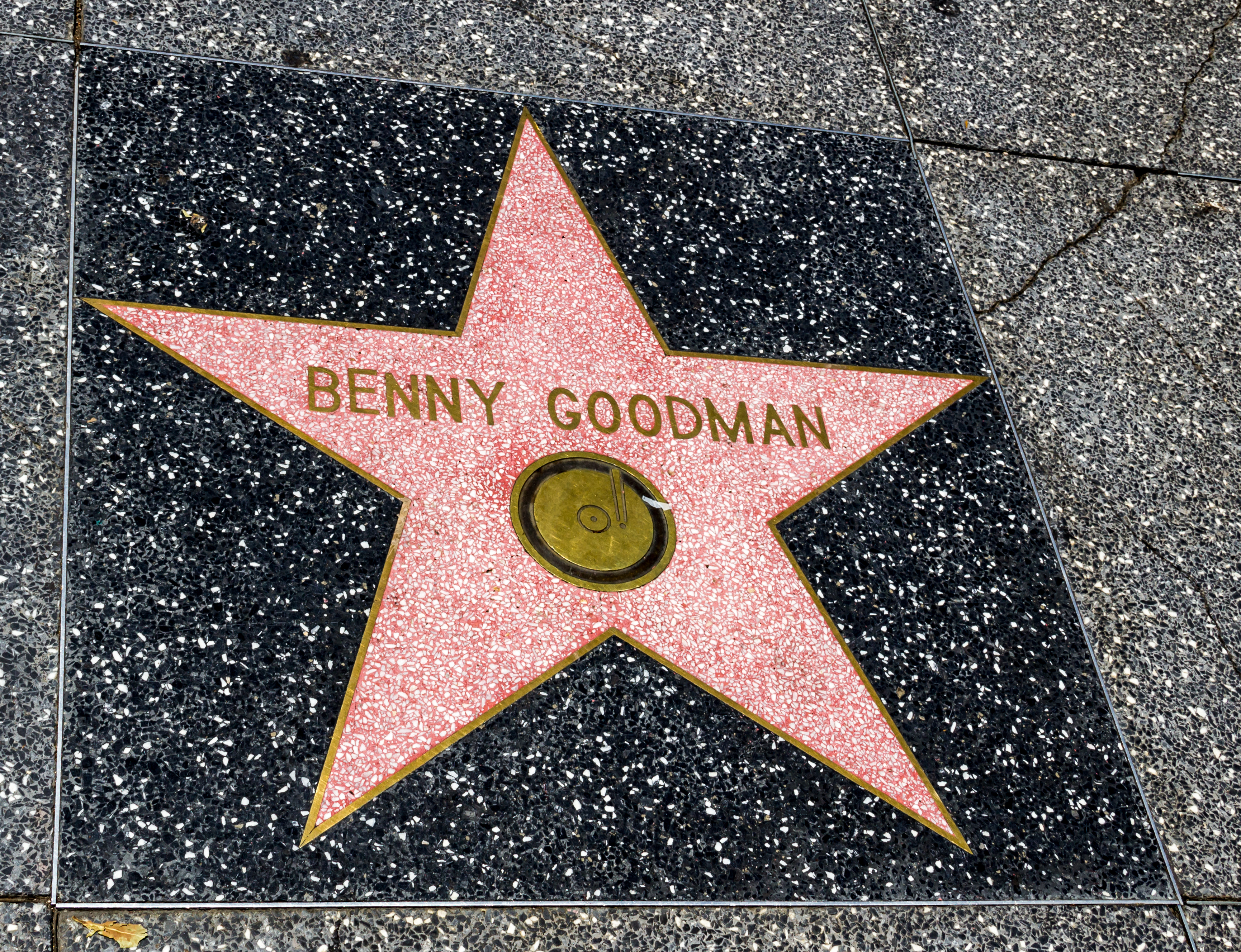
Son Étoiles du Hollywood Walk of Fame, sur Hollywood Boulevard, à Los Angeles en Californie

## Distinctions
- Intronisé au Jazz Hall of Fame (en)
- Étoiles du Hollywood Walk of Fame
- Grammy du couronnement d'une carrière (Grammy Lifetime Achievement Award)
- Kennedy Center Honors (1982, récompense du centre Kennedy aux arts de la scène)